# Бастонада

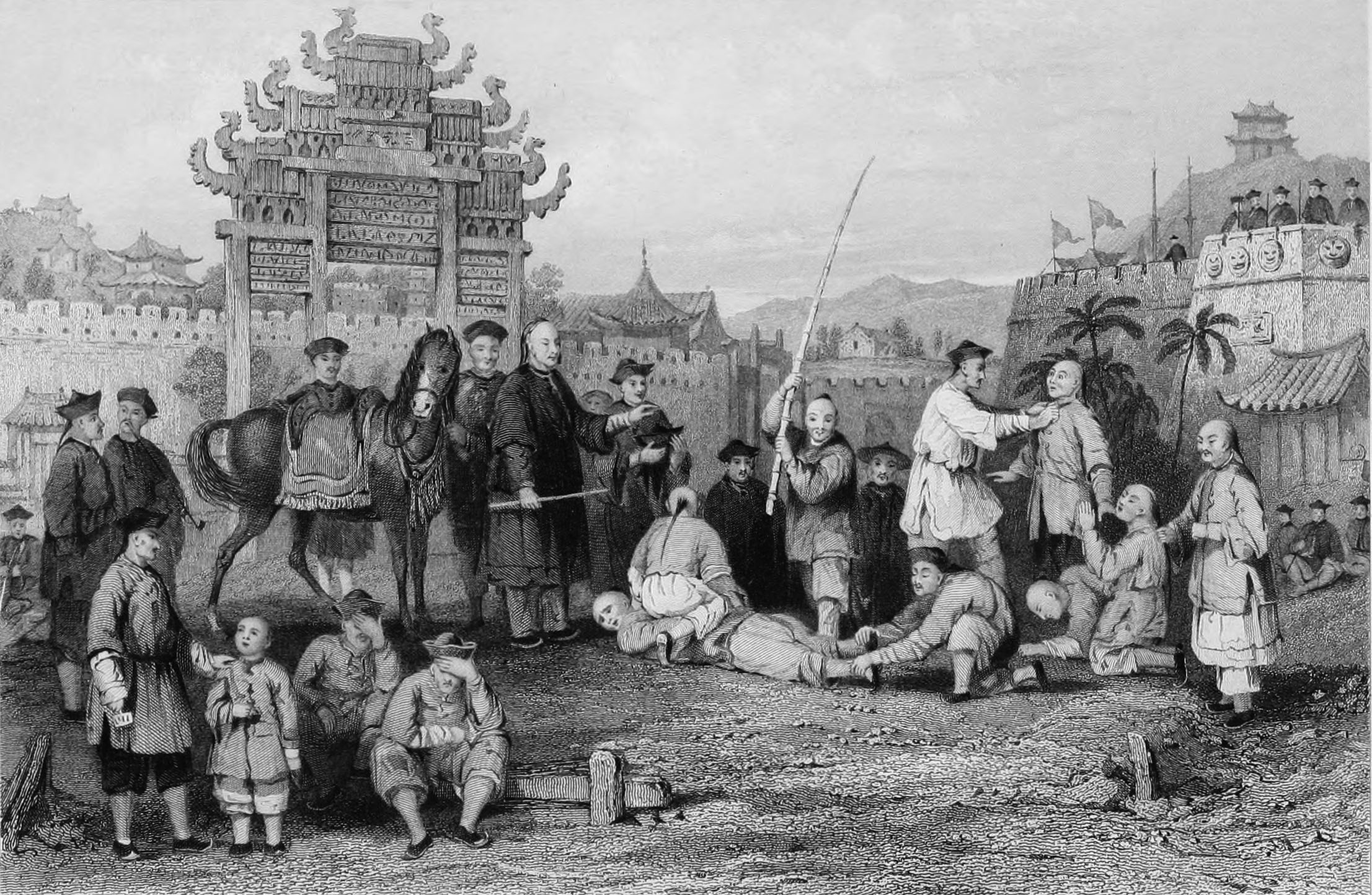
Бастинадо в Китае, 1843 г.

Бастинадо в Китае, 1900 г.

Бастонада (фр. bastonnade) — средневековое телесное наказание в виде побивания твёрдым предметом — палками или плоскими дощечками по спине, ягодицам или подошвам ног. В настоящее время под термином «бастинадо» понимается преимущественно «наказание ступней» — популярная футфетиш-BDSM-практика.

## Этимология
В числе источников слова «бастонада» называется французское bastonnade от baton — «палка», прежнее написание baston, или немецкое Bastonade, источником которого является итальянское bastonata. Более новые словари в качестве источника называют испанское bastonada — «палочный удар». Под бастонадой в русском языке закрепилось именно побивание по пяткам или подошвам.
В ЭСБЕ существует вариант написания «бастоннада».
Третий вариант написания — «бастинадо» обозначает сейчас в основном сексуальную практику и, по всей видимости, является заимствованием из английского языка.

## Применение
Один из первых европейцев бастонаду описал средневековый путешественник Марко Поло. Впоследствии наказание было подробно описано в работе путешественника Жана-Батиста Тавернье.
На мусульманском Ближнем Востоке бастонада по босым стопам ног, известная по названию жерди, к которой привязываются ноги — фалаки, является распространённым и универсальным наказанием начиная с XIV века, и согласно Марко Поло была перенята у монголов.

У древних греков и римлян также существовала бастонада. Последняя была известна под разными названиями: fustgatio, fustium amonito, fustibus coedi и, таким образом, она отличалась от flagellatio и проводилась не как последняя, розгами и плетью, а с помощью особой палки. Fustgatio считалось более легким наказанием и применялось в большинстве случаев к свободным, flagellatio являлось чаще всего достоянием рабов. Первая называлась также tympanum — наказуемого били палками так, как это проделывают барабанщики над своим инструментом.
— Д-р Купер «История розги»
В Китае бастонада представляла собой нанесение ударов главным образом по голым ягодицам и бёдрам растянутого на земле человека. Бастонада в виде ударов по стопам начинает регулярно использоваться во времена Империи Сун (960—1279). В Корее приговорённый к бастонаде по стопам должен был сначала сидеть на земле, пока экзекутор не свяжет большие пальцы его ног вместе. После этого экзекутор зажимал ноги приговорённого между своих и бил их по стопам палкой примерно метровой длины и шириною с мужскую руку..
В русской литературе китайская бастонада запечатлелась как удары по подошвам ног. Ф. М. Достоевский в «Дневнике писателя» использовал бастонаду иносказательно для намёка на цензуру: «Подозреваю, однако, что в Китае князь Мещерский непременно бы со мною схитрил, пригласив меня в редакторы наиболее с тою целью, чтоб я заменял его лицо в главном управлении по делам печати каждый раз, когда бы его приглашали туда получать удары по пятам бамбуковыми дощечками.». В ежемесячнике «Литературное обозрение» к этой фразе даётся уточнение, что именно «дощечками», а не палками, так как китайское орудие наказания имело форму весла. В русском языке устоялось понимание бастонады как «ударов по пяткам», которое является не совсем верным переложением устаревшего слова «пята» (ступня) на современный язык.
В XVIII век наказание ударами по стопам проникли в английскую армию. Известно, что в Британской Индии бастинадо использовалось для выбивания налогов. Английский парламентарий Эдмунд Бёрк так описывал бастинадо, применяемое британцами в Индии: «истязатели перекинули их через перекладину вниз головой и били их по стопам ног раттанами, пока ногти не повыпадали из пальцев»

## Сексуальная практика
Как садомазохистская практика сечение по подошвам ног было описано известным австрийским психиатром и сексологом, автором терминов садизм и мазохизм — Рихардом Крафтом-Эбингом. Его книга «Половая психопатия» (1886), в частности, содержит такой фрагмент клинического описания сексуальной жизни пациента: «Он всегда являлся в назначенное время с кожаными ремнями, нагайками, плетью. Он раздевался, затем ему связывали ноги и руки принесёнными ремнями и проститутка секла его по подошвам его ног, спине, ягодицам до тех пор, пока не наступало извержение семени»
За соответствующей сексуальной практикой закрепилось в интернете название «бастинадо», реже это называют фалакой.